# Петимата от „Моби Дик“
„Петимата от „Моби Дик““ е български игрален филм (приключенски) от 1969 година на режисьорите Гриша Островски и Тодор Стоянов, по сценарий на Борис Априлов. Оператор е Виктор Чичов. Музиката във филма е композирана от Петър Ступел.

## Състав

### Актьорски състав
| Роля       | Изпълнител                                                 |
| ---------- | ---------------------------------------------------------- |
| Педро      | Георги Парцалев                                            |
| Лазар      | Мариус Донкин                                              |
| Иван       | Ириней Константинов                                        |
| Виолета    | Мая Драгоманска                                            |
| Олга       | Сашка Братанова                                            |
| Васко      | Ивайло Джамбазов                                           |
|            | Нейчо Попов                                                |
|            | Татяна Лолова                                              |
| Диверсанти | Лъчезар Стоянов Иван Несторов Климент Денчев Тодор Тодоров |
|            | Светослав Пеев                                             |
|            | Виолета Дюлгерова                                          |

### Творчески и технически екип
| Режисьори                                                          | Гриша Островски Тодор Стоянов                                                    |
| Сценарий                                                           | Борис Априлов                                                                    |
| Оператор                                                           | Виктор Чичов                                                                     |
| Музика                                                             | Петър Ступел                                                                     |
| Художник                                                           | Александър Денков                                                                |
| Костюми                                                            | Ани Лъскова                                                                      |
| Декори                                                             | Борислав Борисов                                                                 |
| Оператор подводни снимки                                           | Христо Николов                                                                   |
| Звукооператор                                                      | Николай Попов                                                                    |
| Асистент-режисьори                                                 | Боян Маринчев Маргарита Колимечкова Пеньо Байрамов                               |
| Асистент-оператори                                                 | Константин Гошев Енико Касабов Димитър Желязков                                  |
| Монтаж                                                             | Лина Гешева                                                                      |
| Редактор                                                           | Свобода Бъчварова                                                                |
| Организатори                                                       | Иван Ташев Димитър Бакалов                                                       |
| Грим                                                               | Димитър Коклин                                                                   |
| Фотографи                                                          | Жана Карайорданова Милка Русинова                                                |
| Тонтехник                                                          | Агоп Дердерян                                                                    |
| Гардероб                                                           | Йонка Турсунова                                                                  |
| Реквизит                                                           | Иван Йончев                                                                      |
| Пиротехника                                                        | Георги Байкушев                                                                  |
| Директор                                                           | Мария Гамова                                                                     |
| Филмът е заснет с участието на Подводна инженерна група, гр. Варна | Георги Димов Милен Велчев Никола Диков Венелин Иванов Илия Кръстев Пламен Петров |
| Консултант по подводните снимки                                    | Любомир Стойнов                                                                  |
| Distributed by                                                     | БЪЛГАРСКА КИНЕМАТОГРАФИЯ СТУДИЯ ЗА ИГРАЛНИ ФИЛМИ /Copyright © 1969/              |